# Tizenhatos

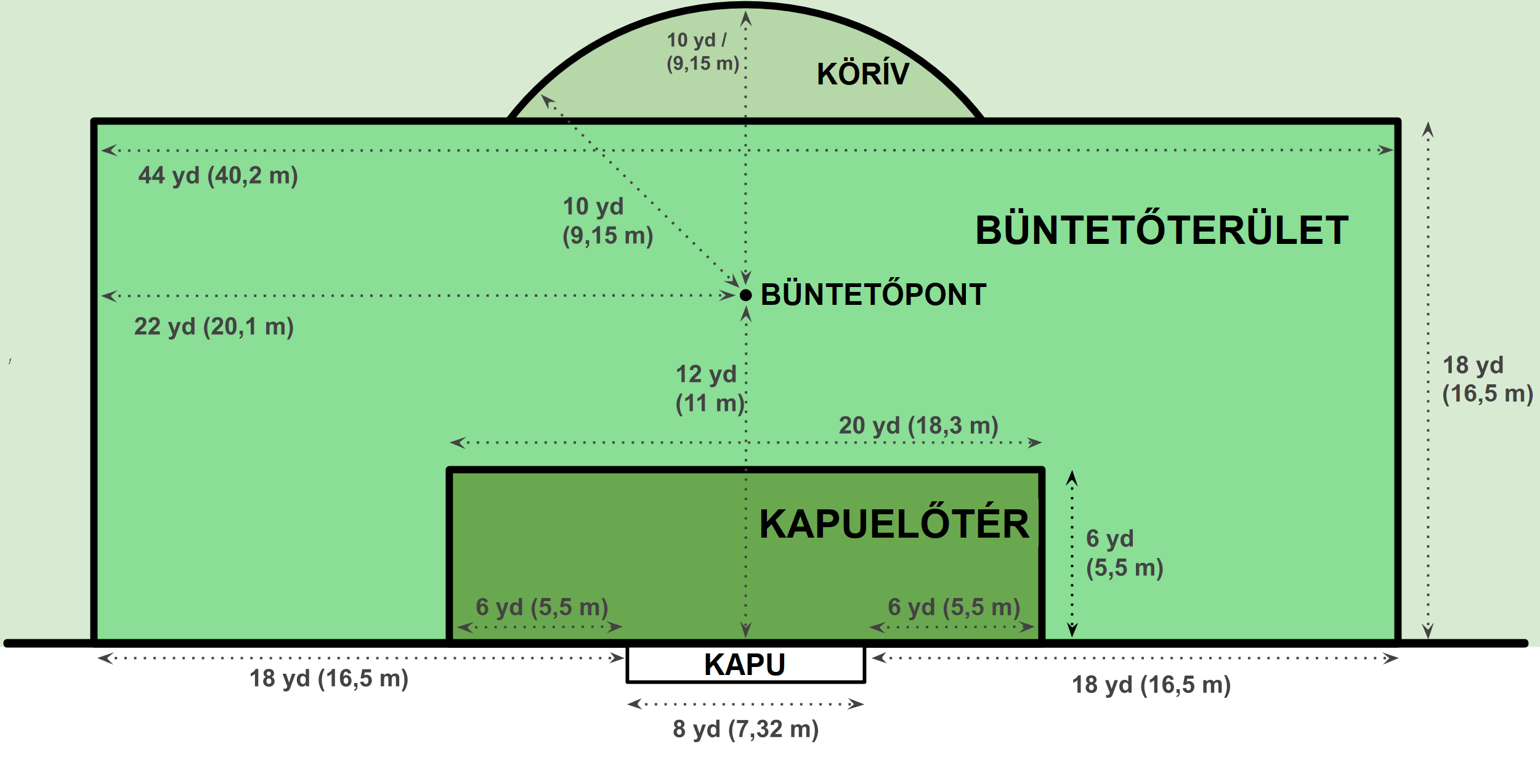
A tizenhatos méretei

A tizenhatos vagy büntetőterület (az angolban: penalty area vagy 18-yard box) a labdarúgópálya egyik területe. Téglalap alakú, és a kapu mindkét oldalán 18 yard (∼16,5 m), előtte pedig 18 yard (∼16,5 m) hosszú. Ha a labda bármely része a büntetőterületet jelző vonal bármely részén túl van, akkor a labda a büntetőterületen belülinek minősül.
A büntetőterületen belül van a büntetőpont vagy tizenegyespont, amely a gólvonaltól 12 yard (11 m) távolságra van, közvetlenül a kapu közepével egy vonalban.
A büntetőterülethez egy körív (az angolban gyakran, de nem hivatalos nevén „D”) csatlakozik, amely a büntetőponttól számított 10 yardon (∼9,15 m-en) belüli területet zárja körül. Ez nem képezi a büntetőterület részét, és csak a büntetőrúgás végrehajtása során van jelentősége, amikor az köríven belül lévő játékosokat szabálytalannak ítélik.
A büntetőterületen belül van egy másik kisebb téglalap alakú terület, a kapuelőtér (a köznyelvben gyakran „ötös”, az angolban: goal area), amelyet két vonal határol, amelyek a gólvonaltól 6 yardra (∼5,5 m) kezdődnek a kapufától, és a gólvonaltól 6 yardra (∼5,5 m) nyúlnak be a pályára, valamint az ezeket összekötő vonal. A kirúgások és a védekező csapat szabadrúgásai ezen a területen belül bárhonnan elvégezhetők. A támadó csapat számára a gólterületen belül megítélt közvetett szabadrúgásokat a gólvonallal párhuzamos vonalnak („ötös”) a szabálytalanság elkövetésének helyéhez legközelebb eső pontjáról kell elvégezni; a gólvonalhoz közelebb nem lehet elvégezni. Hasonlóképpen, ha a játék újraindítása labdaejtéssel történik, akkor ezt is ezen a vonalon kell elvégezni.

## Funkciói
Szabálytalanság esetén
A védekező csapat által a büntetőterületen (tizenhatoson) belül elkövetett, közvetlen szabadrúgással büntetendő szabálytalanságok (pl. kézzel érintett labda, vagy a legtöbb fizikai szabálytalanság) büntetőrúgással (tizenegyessel) büntethetők. A büntetőrúgást a büntetőpontról kell elvégezni. A büntetőpont a gólvonaltól 12 yard (11 m) távolságra található.
A tizenegyes elvégzése során:
- a kapuson és a rúgó játékoson kívül minden játékosnak a büntetőponttól 9,15 méterre (tizenhatoson lévő köríven kívül), a büntetőpont mögött, a büntetőterületen kívül és a játéktéren belül kell lennie,
- a köríven kívül tartózkodó játékosok a labda elrúgásának pillanatáig nem léphetnek be a büntetőterületre vagy a körívbe.[4]

Ha a védekező csapat kapusa a kezével/karjával érinti a labdát, úgy hogy azt a csapattársa szándékosan rúgta neki vagy közvetlenül a csapattársa által végzett bedobásból kerül hozzá, akkor a támadó csapat részére közvetett szabadrúgást kell ítélni a kézzel érintés helyéről. A védekező csapat játékosai a gólvonalon állhatnak a kapufák közt, ha a 9,15 m-es távolság nem tartható.
Ha egy csapat a saját büntetőterületén belül jut szabadrúgáshoz, akkor az ellenfél játékosinak a labdától 9,15 m-re és a büntetőterületen kívül kell lenniük.
A kapus szempontjából
A kapus a büntetőterületen (tizenhatoson) belül érhet kézzel a labdához.